# Cameron (condado de Wood, Wisconsin)
Cameron es un pueblo ubicado en el condado de Wood en el estado estadounidense de Wisconsin. En el Censo de 2010 tenía una población de 511 habitantes y una densidad poblacional de 28,02 personas por km².

## Geografía
Cameron se encuentra ubicado en las coordenadas 44°36′59″N 90°10′3″O / 44.61639, -90.16750. Según la Oficina del Censo de los Estados Unidos, Cameron tiene una superficie total de 18.24 km², de la cual 18.24 km² corresponden a tierra firme y (0%) 0 km² es agua.

## Demografía
Según el censo de 2010, había 511 personas residiendo en Cameron. La densidad de población era de 28,02 hab./km². De los 511 habitantes, Cameron estaba compuesto por el 97.26% blancos, el 0.78% eran afroamericanos, el 1.17% eran amerindios, el 0.2% eran asiáticos, el 0% eran isleños del Pacífico, el 0.39% eran de otras razas y el 0.2% pertenecían a dos o más razas. Del total de la población el 1.76% eran hispanos o latinos de cualquier raza.